# Hohenzollernstraße 40 (Hannover)

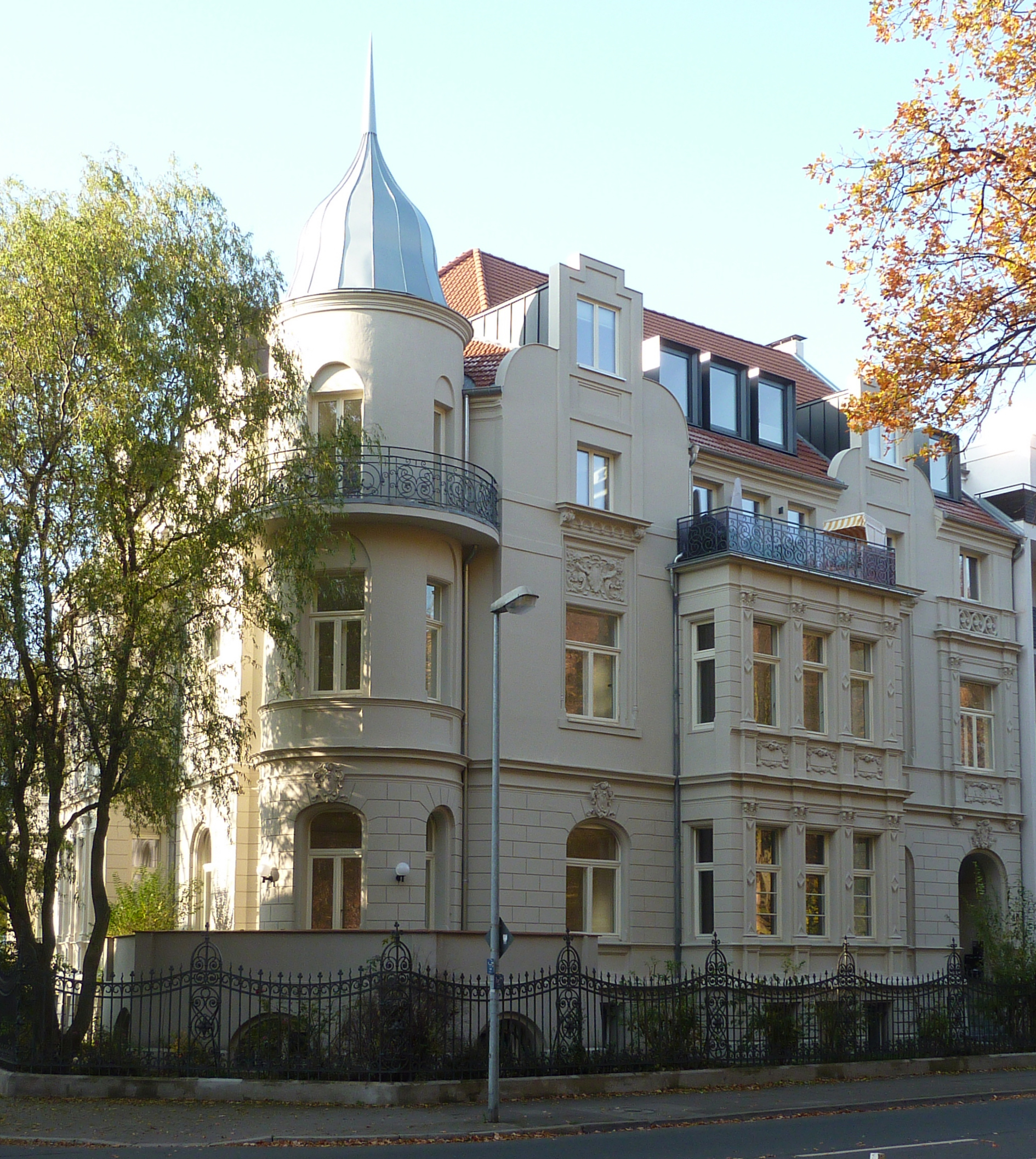
Die 1897 erbaute, heute denkmalgeschützte Villa Waldersee

Die Hohenzollernstraße 40 in Hannover, auch Villa Waldersee oder Walderseesches Haus genannt, ist eine 1897 errichtete, denkmalgeschützte Villa im hannoverschen Stadtteil Oststadt. Dort am Rand der Eilenriede wohnte der Generalfeldmarschall Alfred Graf von Waldersee von 1898 bis zu seinem Tode am 5. März 1904. In dem Gebäude, das laut dem Adreßbuch, Stadt- und Geschäftshandbuch der Königlichen Residenzstadt Hannover und der Stadt Linden von 1904 im Eigentum des in der Bödekerstraße 5 wohnenden Rentners Theodor Borchers stand, fand sich zusätzlich zu den ausschließlich durch den Generalfeldmarschall genutzten Räumlichkeiten zudem das mit einem Fernsprecher ausgestattete Büro der III. Armee-Inspektion.
Gegenüber der Villa wurde im Jahr 1915 das von Bernhard Hoetger geschaffene kolossale Waldersee-Denkmal aufgestellt, das zugleich die Kleine Pfahlstraße perspektivisch abschließt. Zuvor war 1906 die benachbarte Villa Seligmann unter der Adresse Hohenzollernstraße 40 durch den Architekten Hermann Schaedtler errichtet worden.
Nach dem Tode ihres Ehemannes blieb seine Witwe, laut dem Jahrbuch des Vermögens und Einkommens der Millionäre in Preussen von 1912 als „Gräfin Esther von Waldersee, Exzellenz“, weiterhin in der Hohenzollernstraße 40 wohnen.

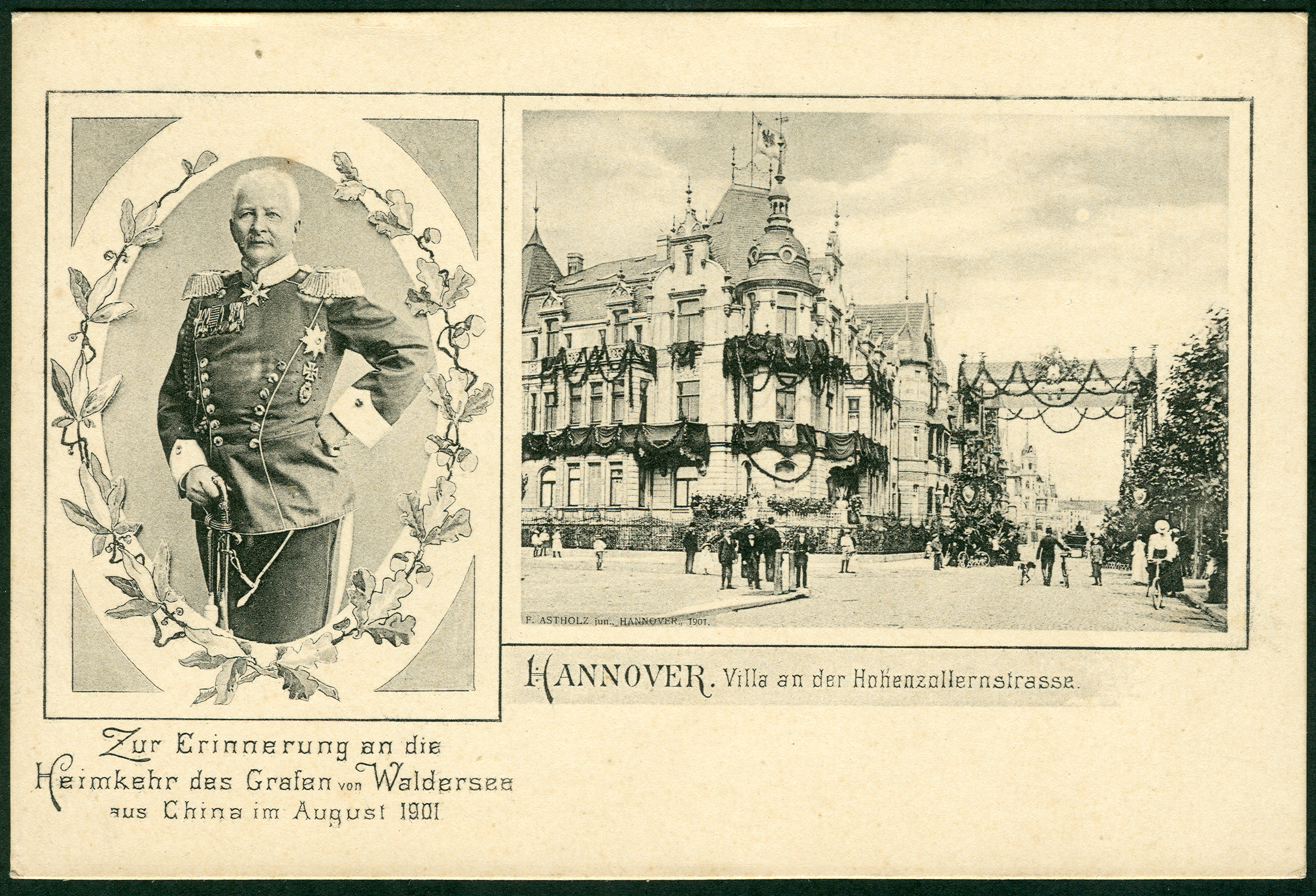
Ehrenpforte und Girlanden an der Villa: „Zur Erinnerung an die Heimkehr des Grafen von Waldersee aus China im August 1901“; Ansichtskarte (Lichtdruck) von F. Astholz jun.

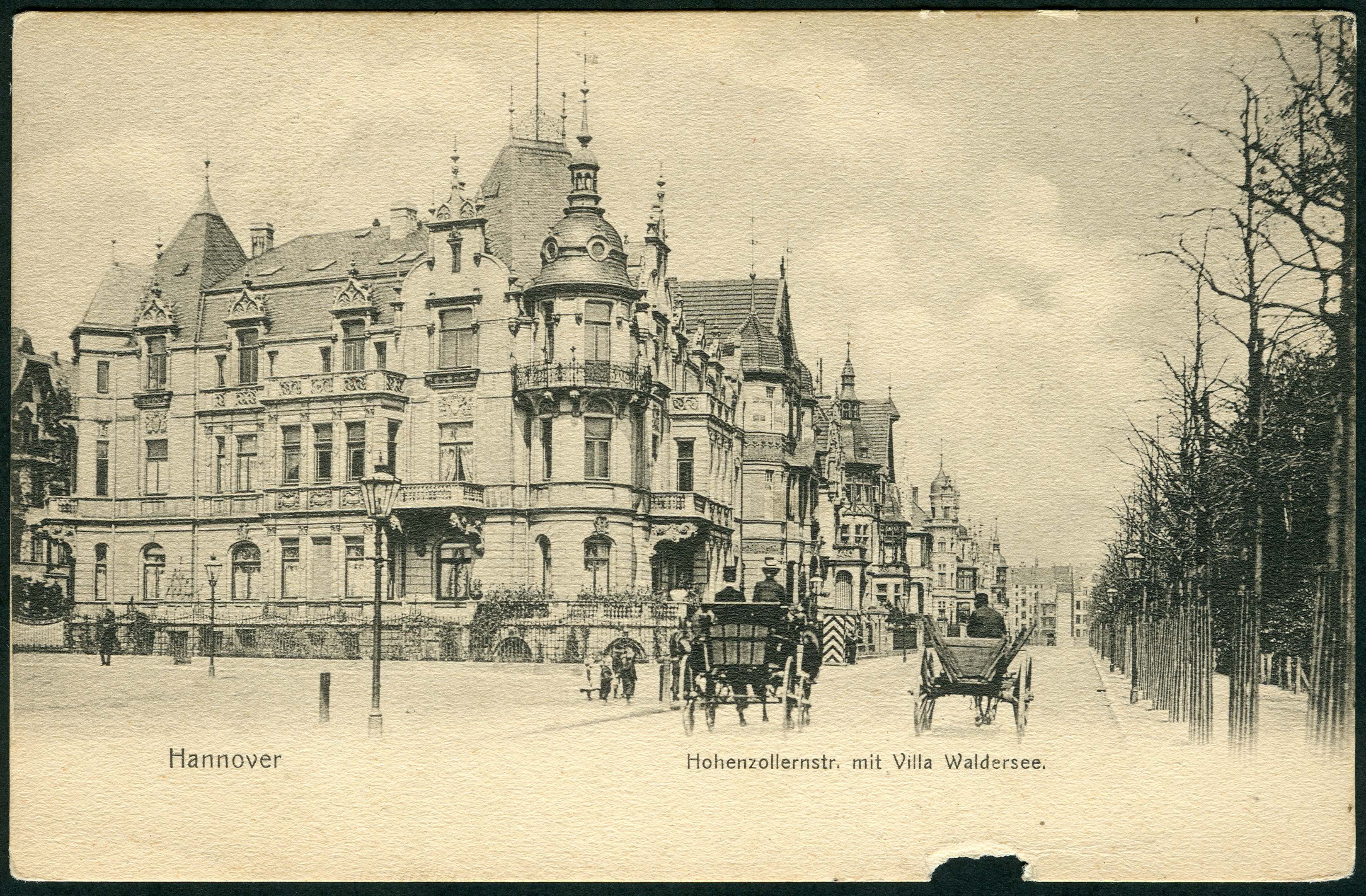
Die Villa Waldersee mit Wachhäuschen und Kutsch-Verkehr; Ansichtskarte Nr. 133, Georg Kugelmann, um 1900

## Walderseestift
1914 stiftete die Gräfin Waldersee das Haus Hohenzollernstraße 40 an die Malche, das spätere „Schwesterwerk der Frauenmission Malche“. Hier fanden anfangs mehrere alte Damen, die „dem Herrn dienen“ wollten, ihre letzte Heimstatt. Auch konnten hier unter anderem Schülerinnen die Bibel studieren.
Zu den bekannten Persönlichkeiten des Walderseestiftes zählte beispielsweise die Vorsteherin Hildegard von der Goltz, eine Tochter des Oberkonsistorialpräsidenten Hans von der Goltz (1864–1941).
Zur Zeit des Nationalsozialismus und während der Luftangriffe auf Hannover im Zweiten Weltkrieg diente das Walderseestift als Notunterkunft beispielsweise für die Familie des Pfarrers Eduard Steinwald, nachdem die Markuskirche und das dort benachbarte Pfarrhaus in der Hubertusstraße teilweise durch Fliegerbomben im August 1943 zerstört worden war.
In der Nachkriegszeit erfolgte 1958 ein Umzug der Malche nach Barkhausen bei Porta Westfalica.